# گردهمایی سوگ‌انگیز
گردهمایی سوگ‌انگیز (ایتالیایی: Tragico convegno) یک فیلم صامت ملودرام ایتالیایی به کارگردانی ایوو ایلومیناتی است که در سال ۱۹۱۵ میلادی ساخته شد. از بازیگران آن می‌توان به ماریا یاکوبینی اشاره کرد.